# Ден Стівенс
Деніел Джонатан (Ден) Стівенс (англ. Daniel Jonathan "Dan" Stevens; нар. 10 жовтня 1982, Кройдон, Лондон) — англійський актор. Найбільш відомий за ролями Меттью Кроулі в телесеріалі «Абатство Даунтон та Девіда Геллера в телесеріалі «Легіон».

## Раннє життя та освіта
Стівенс був усиновлений при народженні і виріс у Кройдоні в родині вчителів. Його молодший брат також був усиновлений.
Після бунтарської молодості, Стівенс поступив в школу Тонбрідж (англ. Tonbridge School), приватну школу-інтернат в Кенті, де він зацікавився театром після прослуховування на головну роль в «Макбеті» у свого вчителя, письменника Джонатана Сміта. Стівенс продовжив вивчати англійську літературу в коледжі Еммануель (англ. Emmanuel College) в Кембриджі і став чи не найкращим на своєму курсі, присвячуючи більшу частину свого часу театру в свій випускний рік. Він був членом театрального клубу «Footlights» при Кембриджському університеті і суспільства Марлоу (англ. Marlowe Society); він також отримав досвід акторської майстерності в Національному молодіжному театрі (англ. National Youth Theatre). Вперше він був помічений режисером сером Пітером Холом на виробництві «Макбета», де Він зіграв головну роль, а дочка Холу Ребекка зіграла леді Макбет.

## Особисте життя
Стівенс одружений з південноафриканською джазовою вокалісткою, а нині вчителькою співу Сьюзі Херієт (англ. Susie Hariet). Вони зустрілися в 2006 році, коли з'являлися в різних театрах в Шеффілді в Англії. У пари є двоє дітей: дочка Віллоу (англ. Willow), яка народилася в 2009 році, і син Обрі (англ. Aubrey), народився в травні 2012 року. Ребекка Холл є хрещеною матір'ю його дочки Віллоу.

## Фільмографія
| Кіно | Кіно                                                 | Кіно                                                          | Кіно               | Кіно                          |
| Рік  | Українська назва                                     | Оригінальна назва                                             | Роль               | Примітки                      |
| ---- | ---------------------------------------------------- | ------------------------------------------------------------- | ------------------ | ----------------------------- |
| 2009 | Хільда                                               | Hilde                                                         | Девід Кемерон      | Художній фільм                |
| 2011 | Книга мертвих Північного Лондона                     | The North London Book of the Dead                             | Диктор             | Короткометражка               |
| 2011 | Няня, яка приходить                                  | Babysitting                                                   | Спенсер            | Короткометражка               |
| 2012 | Вампірші                                             | Vamps                                                         | Джоуї Ван Хельсінг | Художній фільм                |
| 2012 | Мілководдя                                           | Shallow                                                       | Річард Доув        | Короткометражка               |
| 2013 | Літо в лютому                                        | Summer in February                                            | Гілберт Еванс      | Художній фільм                |
| 2013 | П'ята влада                                          | The Fifth Estate                                              | Єн Катц            | Художній фільм                |
| 2014 | Гість                                                | The Guest                                                     | Девід Коллінз      | Художній фільм                |
| 2014 | Прогулянка серед могил                               | A Walk Among the Tombstones                                   | Кенні Крісто       | Художній фільм                |
| 2014 | Швець                                                | The Cobbler                                                   | Емільяно           | Художній фільм                |
| 2014 | Ніч в музеї: Секрет гробниці                         | Night at the Museum: Secret of the Tomb                       | сер Ланселот       | Фантастичний комедійний фільм |
| 2015 | Злочинна діяльність                                  | Criminal Activities                                           | Ной                | Художній фільм                |
| 2016 | Білет                                                | The Ticket                                                    | Джеймс             | Художній фільм                |
| 2016 | Стратегії Оппенгейма                                 | Norman: The Moderate Rise and Tragic Fall of a New York Fixer |                    | Художній фільм                |
| 2016 | Колосальний                                          | Colossal                                                      | Тім                | Художній фільм                |
| 2016 | Маршалл                                              | Marshall                                                      |                    | Художній фільм                |
| 2017 | Красуня і Чудовисько                                 | Beauty and the Beast                                          | Чудовисько         | Художній фільм                |
| 2017 | Допуск                                               | Permission                                                    | Вілл               | Художній фільм                |
| 2018 | Апостол                                              | Apostle                                                       | Томас Річардсон    | Художній фільм                |
| 2019 | Люсі в космосі                                       | Lucy in the Sky                                               | Дрю Кола           |                               |
| 2020 | Пісенний конкурс Євробачення: Історія вогненної саги | Eurovision Song Contest: The Story of Fire Saga               | Александер Лємтов  | Художній фільм                |
| 2020 | Поклик пращурів                                      | The Call of the Wild                                          | Хал                |                               |
| 2020 | Під наглядом                                         | The Rental                                                    | Чарлі              |                               |
| 2020 | Колишня з того світу                                 | Blithe Spirit                                                 | Чарльз Кондомін    |                               |
| 2021 | Неідеальний чоловік                                  | Ich bin dein Mensch                                           | Том                |                               |
| 2024 | Ебіґейл                                              | Abigail                                                       | Френк              |                               |

| Телебачення | Телебачення                            | Телебачення                        | Телебачення           | Телебачення |
| Рік         | Українська назва                       | Оригінальна назва                  | Роль                  | Примітки |
| ----------- | -------------------------------------- | ---------------------------------- | --------------------- | --- |
| 2004        | Франкенштейн                           | Frankenstein                       | Генрі                 | Телевізійний міні-серіал |
| 2006        | Лінія краси                            | The Line of Beauty                 | Нік Гест              | Телевізійний міні-серіал (3 епізоди) |
| 2006        | Дракула                                | Dracula                            | лорд Артур Холмвуд    | Телефільм |
| 2007        | Місс Марпл Агати Крісті: Немезіда      | Marple: Nemesis                    | Майкл Рейфіл          | Телефільм |
| 2007        | Максвелл                               | Maxwell                            | Безіл Брукс           | Телефільм |
| 2008        | Розум і почуття                        | Sense and Sensibility              | Едвард Феррарс        | Телевізійний міні-серіал (3 епізоди) |
| 2009        | Поворот гвинта                         | The Turn of the Screw              | доктор Фішер          | Телефільм |
| 2010-12     | Абатство Даунтон                       | Downton Abbey                      | Меттью Кроулі         | Телесеріал (25 епізодів) Премія Гільдії кіноакторів США за найкращий акторський склад в драматичному серіалі (2012; премія, присуджена 22 акторам другого сезону) |
| 2013-14     | Люди майбутнього                       | The Tomorrow People                | TIM (голос)           | Телесеріал (3 епізоди) |
| 2014        | Якось у казці: Зла Відьма наближається | Once Upon a Time: Wicked Is Coming | оповідач              | Спеціальний випуск телесеріалу |
| 2015        | Суперособняк                           | SuperMansion                       | Бансен (голос)        | Телесеріал (1 епізод) |
| 2017-19     | Легіон                                 | Legion                             | Девід Геллер / Легіон | Телесеріал (головна роль) |
| 2021        | Солос                                  | Solos                              | Отто                  | Телесеріал |
| 2022        | Газлайт                                | Gaslit                             | Джон Дін              | Телесеріал |

## Театр
| Рік  | Твір                                          | Роль            | Режисер                     | Місце показу                     | Нагороди                          |
| ---- | --------------------------------------------- | --------------- | --------------------------- | -------------------------------- | --------------------------------- |
| 2004 | Як вам це сподобається                        | Орландо         | Пітер Холл                  | Театр Роуз, Кінгстон             | Номінація — Премія Іена Чарльсона |
| 2005 | Всяке буває                                   |                 | Пітер Холл                  | Королівський театр, Бат          |                                   |
| 2005 | Чекаючи Ґодо                                  |                 | Пітер Холл                  | Королівський театр, Бат          |                                   |
| 2005 | Приватне життя                                |                 | Пітер Холл                  | Королівський театр, Бат          |                                   |
| 2005 | Багато галасу з нічого                        | Клавдіо         | Пітер Холл                  | Королівський театр, Бат          |                                   |
| 2006 | Римляни в Британії                            | Марбан/Мейтленд | Семюел Вест                 | Театр Крусибл, Шеффілд           |                                   |
| 2006 | Сінна лихоманка                               | Саймон Блісс    | Пітер Холл                  | Королівський театр, Хаймаркет    |                                   |
| 2008 | Вихор                                         | Ніккі Ланкастер | Пітер Холл                  | Аполло Театр, Лондон             |                                   |
| 2009 | Кожен хороший хлопчик заслуговує прихильності | лікар           | Фелікс Барретт і Том Морріс | Національний театр, Лондон       |                                   |
| 2009 | Аркадія                                       | Септімус Ходж   | Девід Ліво                  | Театр герцога Йоркського, Лондон |                                   |
| 2010 | Пізно вночі                                   | Девід           | Річард Кертіс               | Олд Вік, Лондон                  |                                   |
| 2012 | Спадкоємиця                                   | Морріс Таунсенд | Мозес Кауфман               | Театр Волтера Керра, Бродвей     |                                   |